# Giulio Bergmann
Giulio Bergmann (Milano, 21 novembre 1881 – 5 marzo 1956) è stato un politico italiano.

## Biografia
Figlio dell'avvocato veronese di origine ebraica austriaca Giuseppe Bergmann, Giulio Bergmann iniziò il suo percorso politico a soli 16 anni, unendosi alle associazioni monarchiche studentesche, poi ai Giovani Liberali di Giovanni Borelli e successivamente all'Associazione Nazionalista Italiana, che abbandonò nel 1914. Sostenitore della causa interventista, l'anno successivo partecipò volontario alla prima guerra mondiale, raggiungendo il grado di capitano d'artiglieria e venendo in seguito decorato con la Croce di guerra al valor militare. Dopo la guerra divenne consigliere comunale a Milano e presidente dell'Associazione Nazionale Combattenti e Reduci. Proprio in questi anni viene messo sotto osservazione dal regime fascista, non solo per la sua appartenenza alla massoneria, ma perché sospettato di far parte di quella frangia di ex combattenti che nutrivano posizioni ostile a Mussolini.
Durante la seconda guerra mondiale riparò in Svizzera per sfuggire alle leggi razziali. Nel paese elvetico entrò in contatto con gli ambienti del movimento Giustizia e Libertà e del Partito d'Azione, nonché con il pensiero federalista ed europeista. Fu in questo periodo che Bergmann maturò la propria profonda delusione nei confronti di Casa Savoia e del comportamento tenuto da questa durante il Ventennio, al punto tale da indurlo ad abbandonare l'ideale monarchico e aderire al Partito Repubblicano Italiano.
A conflitto terminato tornò in Italia, dove partecipò ai lavori della Consulta Nazionale. Nel 1948 venne eletto senatore per la I legislatura della Repubblica Italiana tra le file del PRI. In questo contesto si occupò in particolare di integrazione europea e di autonomie locali, tanto che in quegli stessi anni si fece promotore della nascita di uno dei primi movimenti autonomisti del Nord Italia, il Movimento per le Autonomie Locali (MAL) di Bergamo.